# Peninj
Peninj è un'area archeologica preistorica che si trova nella circoscrizione rurale di Pinyinyi, situata nel distretto di Ngorongoro, regione di Arusha nel nord della Tanzania..

## Descrizione
L'area è nota perché nel 1964 vi fu scoperta una mandibola di Paranthropus boisei, repertata come Peninj 1, che presto fu associata al teschio ritrovato un decennio prima nella Gola di Olduvai.
I sedimenti dove è stata ritrovata la mandibola, in eccezionale stato di conservazione tanto che solo un dente risultava danneggiato, sono stati datati a 1,5 milioni di anni fa.
Notevole è la presenza nell'area di Bifacciali, soprattutto nei siti di RHS-Mugulud e MHS-Bayasi, che per alcubìni decenni hanno rappresentato l'evidenza più antica della cultura acheuleana.